# Чанышев, Якуб Джангирович
Якуб Джангирович Чанышев (27 февраля 1892, Тукаево, Уфимская губерния — 6 ноября 1987, Москва) — советский военный деятель, генерал-лейтенант (1944).

## Биография
Якуб Джангирович Чанышев родился 27 февраля 1892 года в деревне Тукаево (ныне — Аургазинского района Башкортостана). Происходит из татарского княжеского рода Чанышевых.
В 1912 году окончил татарско-башкирскую учительскую школу в Казани где учился на средства земских организаций.

### Первая мировая и гражданская войны
В 1913 году был призван в ряды Русской императорской армии.
Во время Первой мировой войны находился  в звании Фейерверкера на должностях наводчика орудия и батареи 3-й артиллерийской бригады и принимал участие в боевых действиях на Юго-Западном фронте в районе городов Лодзь, Львов и Перемышль. За отвагу награждён Георгиевским крестом 4-й степени.
В январе 1917 года был направлен на учёбу в Казанское военное училище. В марте вступил в ряды РКП(б). После окончания училища в мае был назначен на должность командира роты в составе 240-го пехотного полка, дислоцированного в Казани. В августе того же года был демобилизован из рядов армии в чине прапорщика, после чего был назначен на должность начальника красногвардейского отряда при Казанском пороховом заводе, а в ноябре — на должность комиссара по управлению Казанского военного округа.
В августе 1918 года в Уфе был арестован контрразведкой комитета Учредительного собрания, после чего содержался в тюрьме, после освобождения из которой с декабря находился в распоряжении Казанского военного комиссариата.
С апреля 1919 года служил на должностях командира и военкома батареи, военкома артиллерийского дивизиона 1-й отдельной Приволжской стрелковой бригаде, в составе которой принимал участие в боевых действиях против войск под командованием адмирала А. В. Колчака, затем — в Ферганской долине против басмаческих отрядов под командованием Мадамин-бека и Курширмата, а также вооружённых формирований под командованием К. И. Монстрова.
В мае 1920 года был назначен на должность военкома 6-й отдельной стрелковой бригады.

### Межвоенное время
В сентябре 1923 года был назначен на должность помощника военкома 19-й стрелковой дивизии, а затем направлен на учёбу на курсы усовершенствования высшего начальствующего состава при Военной академии РККА, после окончания которых с августа 1924 года служил в 1-й Казанской стрелковой дивизии 13-го стрелкового корпуса ПриВО на должностях командира 1-го стрелкового полка (дислокация полка в г. Казань) и военкома дивизии, а в апреле 1926 года был назначен на должность командира и комиссара этой же дивизии (дислокация управления дивизии в г. Казань), которой командовал  до 1932 года.
В 1927 году повторно окончил курсы усовершенствования высшего начальствующего состава при Военной академии РККА, а в 1929 году — курсы единоначальников при Военно-политической академии.
В сентябре 1932 года был направлен на учёбу в Военную академию имени М. В. Фрунзе, после окончания которой в декабре 1934 года был назначен на должность командира и комиссара 68-й горнострелковой дивизии (Среднеазиатский военный округ), дислоцированной в городе Термез, что на юге Узбекистана около государственной границы СССР—Афганистан.
26 ноября 1935 года Чанышеву присвоено звание комдива.
С 17 мая 1937 года находился под следствием органов НКВД, однако в декабре 1939 года был освобождён в связи с прекращением дела, восстановлен в кадрах РККА и в апреле 1940 года был назначен на должность старшего преподавателя кафедры общей тактики Военной академии имени М. В. Фрунзе.

### Великая Отечественная война
С началом войны находился на прежней должности.
В ноябре 1941 года был назначен на должность командира 103-й стрелковой дивизии, которая в мае 1942 года принимала участие в наступательных боевых действиях на харьковском направлении.
В июне 1942 года был назначен на должность командира 333-й стрелковой дивизии, которая с июля вела тяжёлые оборонительные боевые действия в районе города Изюм на реках Северский Донец и Дон. 25 июля Чанышев был тяжело ранен и госпитализирован. 1 октября того же года ему присвоено воинское звание «генерал-майор».
С декабря 1942 г. по февраль 1943 г. учился на Высших академических курсах при Высшей военной академии имени К. Е. Ворошилова. По окончании курсов назначен на должность заместителя командующего 57-й армии, затем 68-й армии, исполнял должность командующего 34-й армией.
В августе 1943 года был назначен на должность командира 96-го стрелкового корпуса, который принимал участие в боевых действиях в ходе Люблин-Брестской наступательной операции. За отличие при освобождении Бреста ему было присвоено почётное наименование «Брестский». Вскоре корпус принимал участие в ходе освобождения городов Данциг и Гдыня, в форсировании рек Висла и Одер во время Восточно-Померанской и Берлинской наступательных операций, а также в освобождении городов Тухоля, Бютов, Гарц, Нойштрелиц и Варен. За проявленное исключительное мужество и решительные действия, а также героизм и личный пример генерал-лейтенант Якуб Джангирович Чанышев был награждён орденом Кутузова 1-й степени.

### Послевоенная карьера
После окончания войны находился на прежней должности.
В мае 1946 года был направлен в Высшую военную академию имени К. Е. Ворошилова и назначен на должность старшего преподавателя кафедры оперативного искусства, а в ноябре 1952 года — на должность начальника основного курса этой же академии.
В январе 1957 года генерал-лейтенант Якуб Джангирович Чанышев вышел в отставку, после чего принимал активное участие в московской татарской общественной жизни. Возглавлял движение за возвращение Дома Асадуллаева московским татарам.
Умер 6 ноября 1987 года в Москве. Похоронен на Кунцевском кладбище.

## Награды
- Почётный гражданин города Андижана (Решением Андижанского горкома КПСС от 24 сентября 1969 года) [2]

Награды Российской империи:
- Георгиевский крест 4-й степени.

Награды СССР:
- Два ордена Ленина (№ 24646 — 21.02.1945, № 36498 — 10.04.1945);
- Орден Октябрьской Революции (№ 88484 — 26.02.1982);
- Четыре ордена Красного Знамени (№ 227077/Р — 14.10.1924, № 140966 — 3.11.1944, № 15543 — 29.05.1945, № 1018/4 — 6.11.1947);
- Орден Кутузова 1-й степени (№ 334 — 23.08.1944);
- Орден Суворова 2-й степени (№ 2144 — 4.06.1944);
- Орден Отечественной войны 1-й степени (11.03.1985);
- Орден Красной Звезды (№ 3727996 — 28.10.1967);
- Медали СССР.

Награды союзных республик:
- Орден Трудового Красного Знамени Узбекской ССР (№ 177—1920)

Иностранные награды:
- Орден «Легион Почёта» степени Командующего (США, 1946)
- Орден «Виртути Милитари» (Польша, 1945)
- Орден «Крест Грюнвальда» 3-го класса (Польша, 6.04.1946)
- Медаль «За Варшаву» (Польша, 1946)
- Медаль «За Одру, Нису и Балтику» (Польша, 1946)
- Медаль «Победа и свобода» (Польша, 1946)
- Медаль «За участие в боях за Берлин» (Польша, 9.05.1980)

Награды генерал-лейтенанта Я. Д. Чанышева хранятся в Государственном историческом музее.

## Мемуары
- 10 лет 1-й Казанской стрелковой дивизии имени ЦИК ТССР. — Казань, Татиздат, 1932,  с.7—13, — 72 с. (Сборник)
- Вспоминая былые походы. — Казань: Татар. кн. изд-во, 1973.
- Чанышев Я. Д. По-гвардейски // Буг в огне / Составители. — Минск. — Беларусь, 1965. — С. 454—460. — 528 с. — (Сборник). — 30 000 экз.